# Круменау (Хунсрик)
Круменау (њем. Krummenau) општина је у њемачкој савезној држави Рајна-Палатинат. Једно је од 96 општинских средишта округа Биркенфелд. Према процјени из 2010. у општини је живјело 166 становника. Посједује регионалну шифру (AGS) 7134049.

## Географски и демографски подаци
Круменау се налази у савезној држави Рајна-Палатинат у округу Биркенфелд. Општина се налази на надморској висини од 400 метара. Површина општине износи 4,3 km². У самом мјесту је, према процјени из 2010. године, живјело 166 становника. Просјечна густина становништва износи 38 становника/km².